# M (1931.)
M (također znan i na njemačkom kao M – Eine Stadt sucht einen Mörder) je njemačka crno-bijela triler drama iz 1931. koju je režirao Fritz Lang prema vlastitom scenariju kojeg je napisao sa suprugom Theom von Harbou. To je Langov prvi zvučni film. Radnja se odvija u gradu u kojem građani tragaju za serijskim ubojicom djece (za kojeg se implicira da je pedofil). „M“ se nalazi i na listi 250 najboljih filmova kinematografije na siteu IMDb.com.

## Filmska ekipa
Režija: Fritz Lang
Glume: Peter Lorre (Hans Beckert), Otto Wernicke (Inspektor Karl Lohmann), Theodor Loos (Inspektor Groeber), Ellen Widmann (Gđa Beckmann), Friedrich Gnass (Franz, provalnik) i dr.

## Radnja
Berlin. Na ulicama se djeca bezbrižno igraju. Jedna djevojčica upozna nekog stranca koji joj pokloni balon. Nedugo kasnije njena majka ju traži ali ju ne može naći. Jedino se primijeti balon kako odleti u nebo; nepoznati otmičar i ubojica djece ponovno je pronašao novu žrtvu. Jedino što se zna o njemu je da zviždi melodiju „U Pećini Gorskog Kralja“. Kako bi konačno bio uhvaćen, policija pod vodstvom inspektora Karla Lohmanna, pokrene masovnu raciju po gradu u kojoj se koriste i analiza rukopisa i identificiranje otiska prstiju. 
No svakodnevne racije policije počinju ometati posao „normalnih“ kriminalaca, kao što su krijumčari i prevaranti. Njihov vođa odbija podnositi da ih policija „svrsta u istu kategoriju s ubojicom djece“. Stoga se i kriminalci organiziraju i počnu izvoditi racije kako bi ulovili ubojicu. Policija posumnja na smušenog Hansa Beckerta, normalnog zaposlenika koji živi u jednom stanu. I on je doista ubojica. Napravi pogrešku zviždanjem ispred istog prodavača balona koji ga identificira jednom kriminalcu koji ga obilježi slovom „M“ na jakni. Hans se da u bijeg te se u noći sakrije u jednoj napuštenoj zgradi. Ipak, kriminalci se organiziraju te ga ulove i odvedu na „vlastito“ suđenje. U svoju obranu, Hans izjavi da ga tamna strana tjera na otmicu djece te traži milost jer je lud. Tada u podrum upada policija i uzme Hansa od zarobljeništva kriminalaca.

## Zanimljivosti
- Peter Lorre nije znao zviždati. Stoga je redatelj Fritz Lang osobno sinkronizirao zviždanje njegovog lika.
- Peter Lorre je bio židovskog porijekla te je pobjegao iz Njemačke nedugo nakon što je završio snimanje ovog filma. Fritz Lang je bio na pola Židov, te je pobjegao dvije godine kasnije.
- Krivo je vjerovanje da je Fritz Lang promijenio originalni naslov „Ubojice su među nama“ u „M“ zbog inzistiranja Nacista. On je dobrovoljno promijenio naslov jer mu se „M“ puno više dopalo.
- Lang je, kao i u svakom svojem filmu, bio iznimno grub prema svojim glumcima. Jednom prilikom je Peter Lorre gurnut niz stepenice u podrum preko 12 puta kako bi se snimila jedna scena.
- Lang je ideju za scenarij dobio po novinskom članku o dječjem ubojici Peteru Kuertenu iz Düsseldorfa.
- Nacisti su zabranili film 1934.
- Među statistima koji su glumili članove kriminalne organizacije su bili pravi kriminalci.
- Hollywood je snimio remake 1951. pod istim naslovom kojeg je režirao Joseph Losey.

## Kritike
Kritičari su gotovo jednoglasno hvalili film. Tako je Roger Ebert u svojoj listi velikih filmova spomenuo i „M“ te zapisao: „Čini mi se da je u filmu „M – ubojice su među nama“ Lang prikazao da je mrzio ljude oko sebe, mrzio Naciste, te mrzio Njemačku što je to dopuštala... Kakav sablasan film je ovo. On ne traži simpatije za ubojicu Hansa Beckera, nego razumijevanje: kada u svojoj vlastitoj obrani kaže da ne može pobjeći od ili kontrolirati zlo u sebi koje ga obuzima. Ranije u filmu nedužni starac biva zamijenjen za ubojicu i napadnut od gomile. Svaki pripadnik gomile je vjerojatno bio sposoban razlikovati dobro od zlo i kontrolirati svoja djela – za razliku od Beckera – no svejedno su zajedno kao gomila djelovali s istom požudom za ubijanje. Tu je negdje poruka filma. Ne „negdje“, zapravo, nego upravo ispred nas, gdje je čudo da je film pobjegao od cenzure nacista“.
Joe Baltake je u njemu analizirao odnos žrtve i agresora: „Film postaje uznemirujuč kada postane očito da je ubojica djece Beckert i sam neka vrsta djeteta, prisiljavajući publiku u nešto više od razumijevanja, nešto opasno blizu identifikaciji“ dok je D. K. Holm jednostavno zaključio: „Prilično hladno remek-djelo“. Jeffrey M. Anderson je napisao: „Čak i nakon 75 godina, Langov prvi njemački zvučni film funkcionira prekrasno kao pažljivo napravljeni triler i policijski esej...Čak i na površno gledanje, Lang barata događajima s takvom oštroumnom prezicnošću da praktički razreže ekran. Nitko ne može zaboraviti podzemno suđenje u kojem opkoljeni Hans očajnički moli za svoj spas („Ne mogu si pomoći!“), a Lorre obilježava scenu s jednim od najboljih nastupa na ekranu. No nakon pažljivijeg gledanja, „M“ postaje čak i bolji. Langova pulp priča pokriva zapanjujuče područje kinematografijskog jezika i majstorske upotrebe zvuka, posebno tijekom ranih dana zvučnog filma...Postaje jasno nakon dubljeg istraživanja da film nije o policajcima ili kriminalcima ili ubojicama. On je o svačijoj odgovornosti prema djeci, i prema budućnosti“.
Ted Prigge je također dublje analizirao priču u svojoj recenziji:„M“ se ljuti na mnogo stvari u društvu, pogotovo na način kojim ljudi odbijaju vidjeti dalje od onoga što čuju, te na način na koji ljudi odlučuju o sudbinama drugih ljudi. Scena u sudnici se brzo razotkriva kao jednostavna forma osvete od nekolicine ljutih ljudi, te od nekih koji su dvolični. Koliko li je ironično da kriminalac koji je ubio tucet ljudi tijekom svojeg života odluči osuditi čovjeka na smrt zbog ubojstva? A tko bi trebao odlučiti o tome da drugi muškarac mora umrijeti zbog toga što je učinio i zbog toga što je? Hans je viđen kao ubojica, ali nitko mu izgleda ne želi pomoći. Oni ga samo žele ubiti. Društvo se često želi riješiti ljudi koji im ne odgovaraju, koji prouzrokovaju rupe u društvu, i to je o čemu je film. Ljudi odbijaju pogledati ispod Hansa i otkriti čovjeka koji treba psihijatrijsku pomoć...Ovo je univerzalna priča jer se takve stvari još uvijek događaju danas, gdje se na jednu osobu gleda kao na pojedinca koji mora umrijeti radi svačije mržnje“.

## Vanjske poveznice
- M u internetskoj bazi filmova IMDb-a
- Recenzije na Rottentomatoes.com
- Cijeli film na Google videu  Arhivirana inačica izvorne stranice od 12. svibnja 2007. (Wayback Machine)
- Site s informacijama o filmu  Arhivirana inačica izvorne stranice od 25. siječnja 2007. (Wayback Machine)
- Veliki filmovi Rogera Eberta  Arhivirana inačica izvorne stranice od 11. veljače 2013. (Wayback Machine)